# Реймонд Торн
Реймонд Торн (англ. Raymond Thorne, 29 квітня 1887 — 10 січня 1921) — американський плавець.
Призер Олімпійських Ігор 1904 року.